# Landolfus Sagax
Landolfus Sagax (lateinisch sagax „der Gelehrte“) war ein italienischer Historiker, der um die Wende des 10./11. Jahrhunderts ein Geschichtswerk auf Latein mit dem Titel Historia Romana verfasste.

## Leben und Werk
Über Landolfus’ Leben ist nichts bekannt. Informationen über ihn können nur aus seiner Historia Romana erschlossen werden. Für diese verwendete er die gleichnamige Historia Romana des Paulus Diaconus, eines langobardischen Gelehrten aus dem 8. Jahrhundert. Landolfus erweiterte dieses Werk um Passagen aus verschiedenen anderen Quellen und setzte es bis zur Schlacht von Adrianopel (813) fort. Zu den von Landolfus herangezogenen Quellen zählen Hieronymus’ Chronik, die Valerius-Maximus-Epitome des Ianuarius Nepotianus, Orosius’ Historia adversus paganos, die Epitome de Caesaribus, Rufinus’ Kirchengeschichte, Cassiodors Historia tripartita, Jordanes’ Historia Romana, Beda Venerabilis’ Chronicon und Anastasius III.’ Historia tripertita.
Die Liste der römischen Kaiser führte Landolfus bis Basileios II. (Kaiser 976–1025) und Konstantin VIII. (Mitkaiser seit 962, Kaiser 1025–1028), die er als noch regierend bezeichnete. Mithin ist sein Werk ins letzte Viertel des 10. Jahrhunderts oder ins erste Viertel des 11. Jahrhunderts zu datieren. Aus den Randnotizen der ältesten Handschrift geht hervor, dass das Werk sich an einen princeps (jungen Fürsten) zu pädagogischen Zwecken richtete. An welchem Hof man die Entstehung des Werkes zu verorten hat, ist umstritten. Ludwig Traube ging von Neapel aus, während Amedeo Crivellucci Benevent vertrat.
Die älteste Handschrift ist in beneventanischer Schrift geschrieben, die darauf zurückgehende Bamberger Abschrift Msc. Hist. 2, die am Anfang unvollständig ist und die zur Kaiser-Heinrich-Bibliothek gehört, dagegen in karolingischer Minuskel. Die Abschrift entstand zwischen 1007 und 1024 im Kloster Corvey, dem der heutige Pal.lat. 909 von einem Kaiser, wohl Heinrich II., geschenkt worden war, und wurde nach der Fertigstellung zur Ausstattung des Bistums Bamberg benutzt.
Das Geschichtswerk ist in mehreren Dutzend Handschriften überliefert, von denen der Codex Palatinus latinus 909, die älteste Handschrift, von Hans Droysen als Handexemplar des Landolfus identifiziert wurde. Die erste Ausgabe veröffentlichte Sigismund Gelenius 1532 fälschlicherweise mit dem Autornamen Eutropius. Die zweite Ausgabe von Pierre Pithou (Basel 1569) führte den Titel Historia miscella ein, der bis ins 19. Jahrhundert gebräuchlich blieb. Nach den kritischen Editionen von Franz Eyssenhardt (Berlin 1869) und Hans Droysen (Berlin 1879, Teilausgabe) veröffentlichte Amedeo Crivellucci die heute maßgebliche kritische Ausgabe (2 Bände, Rom 1912–1913).

## Ausgaben
- Amedeo Crivellucci: Landolfi Sagacis Historia Romana. 2 Bände, Rom 1912–1913 (= Fonti per la storia d’Italia 49/50). (Digitalisate: 49; 50)